# Domino a carte
Il domino a carte è un gioco di carte derivato dal domino con le tessere, che si gioca con un mazzo di 40 o 52 carte. Si può giocare in 2, 3 (levando un Asso o un Re), 4, 5 e 8 giocatori.

## Regole
Il gioco è molto semplice, pertanto è adatto anche ai bambini e ha come obiettivo quello di esaurire tutte le carte che si possiedono. Inizia il mazziere che senza guardarle distribuisce le carte a partire dal giocatore alla sua destra (senso antiorario) fino ad esaurimento del mazzo. Il giocatore alla destra del mazziere quindi inizia la partita: se ha un cinque di qualsiasi seme lo mette al centro del tavolo, altrimenti passa il turno al giocatore seguente.
Il giocatore successivo, se ha un cinque lo pone sul tavolo, oppure se ha carte da "attaccare" (ossia, se possiede una carta dello stesso seme subito precedente o subito successiva a quelle che sono sul tavolo), mette sul tavolo la carta che possedeva. Altrimenti se non ha carte che possano essere giocate, passa; inoltre non è possibile passare di propria volontà poiché, ai fini del gioco, è sempre necessario calare una carta se la si può giocare. Il gioco prosegue dunque con la stessa modalità descritta per il secondo giocatore.
Vince la partita chi esaurisce per primo le carte a lui distribuite. I punti del vincitore corrispondono al numero delle carte che hanno in mano gli avversari, per i perdenti invece il numero delle carte possedute sono punti negativi. Al termine del numero di partite prestabilite vince chi raggiunge il punteggio più alto.
Se il numero dei giocatori è di 2, 3 o 4 si può utilizzare anche un mazzo di 52 carte francesi (escludendo i Jolly); in questo caso si parte dal sette e non dal cinque e se si gioca in 3 bisogna togliere l'Asso di Picche.
Esistono varianti del gioco in cui il primo giocatore decide da che carta iniziare le scale, senza l'obbligo di partire dal 5.
In alcune modalità di conteggio dei punti il giocatore vincitore rimane a zero, tutti i perdenti contano il numero di carte restanti nelle loro mani. Al termine della partita vince il giocatore che ha totalizzato il numero di punti minore.